# Gruppo di UGC 1384
Il Gruppo di UGC 1384 comprende almeno dieci galassie situate nella costellazione dell'Ariete. La distanza media tra il centro di massa di questo gruppo e la nostra Via Lattea è di 224 milioni di anni luce (68,8 Mpc).

## Membri
Le galassie componenti il gruppo, indicate nell'articolo di Garcia del 1993 sono:
| Nome     | Classificazione | Tipo                           | RA (J2000.0)  | DEC (J2000.0) | Velocità radiale (km/s) | Magnitudine apparente | Distanza (Mpc) | Dimensioni (kal) |
| -------- | --------------- | ------------------------------ | ------------- | ------------- | ----------------------- | --------------------- | -------------- | ---------------- |
| NGC 711  | S0              | Lenticolare                    | 01h 52m 27.7s | 17° 30′ 46″   | 4910 ± 5                | 13,1                  | 63,7 ± 4,7     | 102              |
| IC 1736  | Sbc             | Spirale                        | 01h 50m 53.2s | 18° 18′ 10″   | 5165 ± 10               | 14,1                  | 72,1 ± 5,1     | 75               |
| UGC 1252 | SAB(rs)dm       | Spirale intermedia magellanica | 01h 47m 25.5s | 16° 20′ 48″   | 4896 ± 1                | 16,5                  | 68,4 ± 4,7     | 78               |
| UGC 1289 | Scd?            | Spirale                        | 01h 50m 03.6s | 16° 26′ 21″   | 4974 ± 5                | 16,0                  | 69,5 ± 4,8     | 72               |
| UGC 1328 | SAB(rs)c?       | Spirale intermedia             | 01h 51m 52.0s | 17° 03′ 11″   | 4703 ± 5                | 14,32                 | 65,7 ± 4,6     | 81               |
| UGC 1329 | SBcd?           | Spirale barrata                | 01h 51m 47.4s | 18° 11′ 15″   | 4931 ± 5                | 15,61                 | 68,9 ± 4,8     | 124              |
| UGC 1329 | SBcd?           | Spirale barrata                | 01h 51m 47.4s | 18° 11′ 15″   | 4931 ± 5                | 15,61                 | 68,9 ± 4,8     | 124              |
| UGC 1335 | SBdm            | Spirale barrata magellanica    | 01h 52m 01.1s | 17° 32′ 09″   | 5097 ± 5                | 17                    | 71,2 ± 4,9     | 68               |
| UGC 1369 | Scd?            | Spirale                        | 01h 54m 13.5s | 18° 06′ 06″   | 4927 ± 5                | 14,46                 | 68,8 ± 4,8     | 85               |
| UGC 1374 | SBcd?           | Spirale barrata                | 01h 54m 34.5s | 16° 52′ 00″   | 5115 ± 5                | 15,22                 | 71,4 ± 5,0     | 68               |
| UGC 1384 | SBd?            | Spirale barrata                | 01h 54m 47.6s | 18° 08′ 35″   | 4926 ± 5                | 17                    | 68,8 ± 4,8     | 98               |

Il sito DeepskyLog permette di trovare agevolmente le costellazioni in cui si trovano le galassie; in alternativa si possono utilizzare le coordinate delle galassie per individuarle. Se non altrimenti indicato, le coordinate sono quelle fornite dal sito NASA/IPAC (National Aeronautics and Space Administration / Infrared Processing and Analysis Center).